# Anoplocapros
Genre
Anoplocapros est un genre de poissons tetraodontiformes de la famille des Aracanidae (ou des Ostraciidae suivant les classifications).

## Liste des espèces
Selon FishBase (27 janvier 2016) et World Register of Marine Species (27 janvier 2016) :
- Anoplocapros amygdaloides Fraser-Brunner, 1941
- Anoplocapros inermis (Fraser-Brunner, 1935)
- Anoplocapros lenticularis (Richardson, 1841)
- Anoplocapros robustus (Fraser-Brunner, 1941) (reconnu par WoRMS et ITIS mais pas par FishBase)

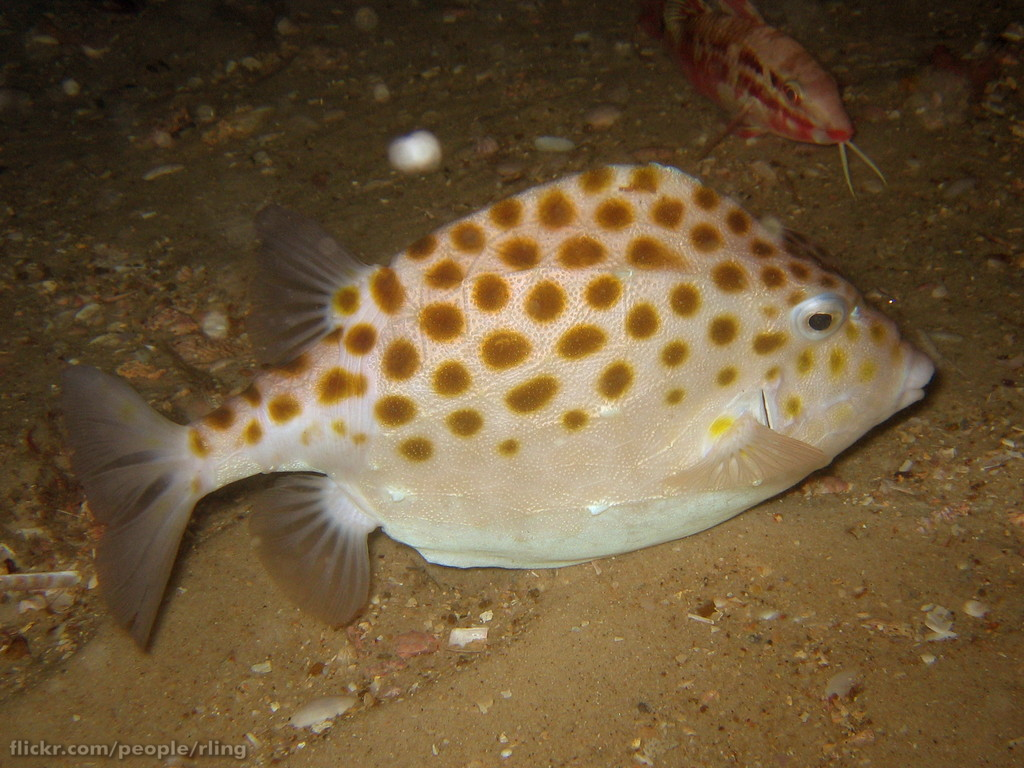
Anoplocapros inermis
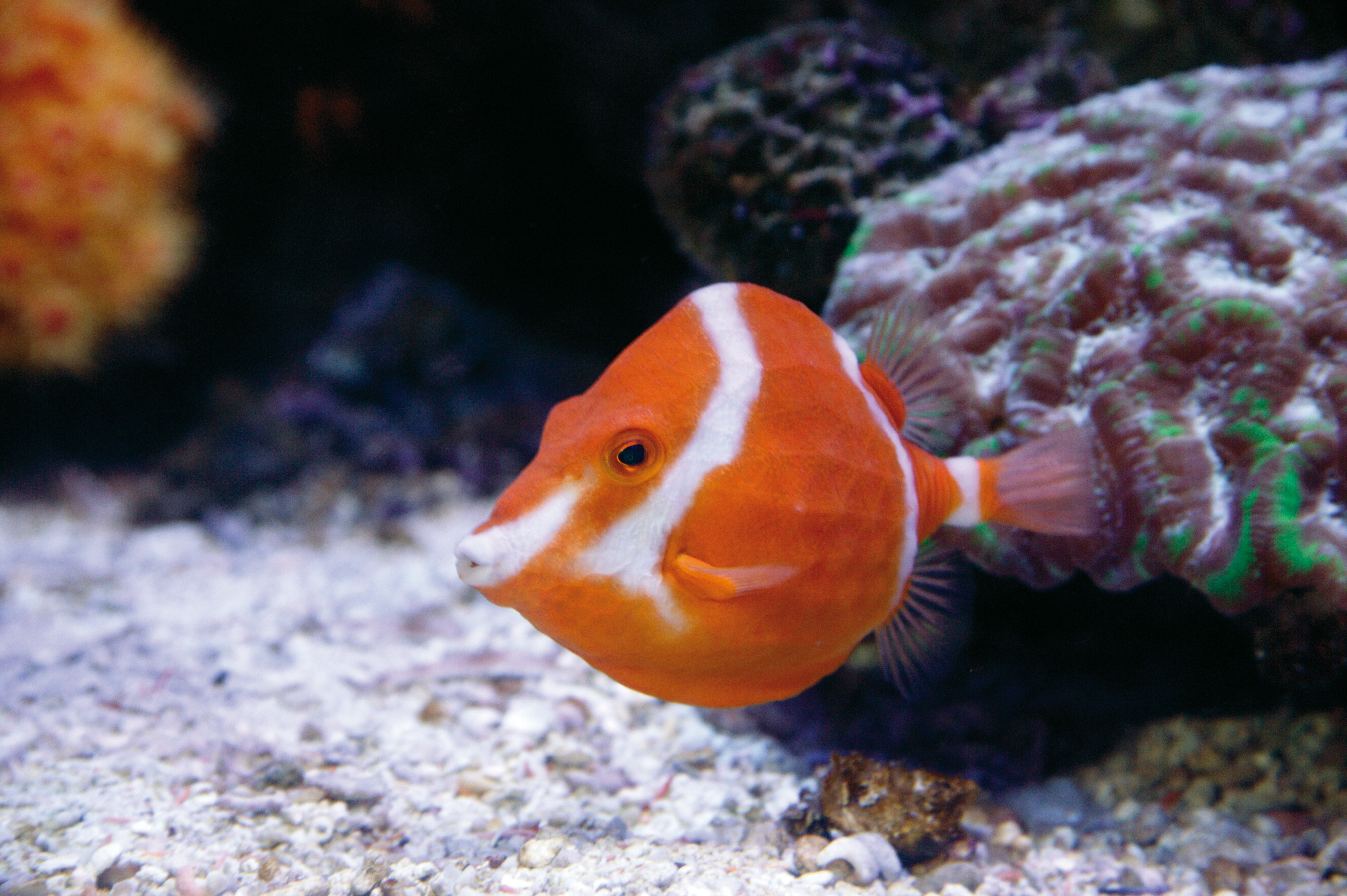
Anoplocapros lenticularis